# دائرة الحجار
دائرة الحجار إحدى دوائر  ولاية عنابة الجزائرية .  عاصمتها هي الحجار  وتضم بلديات  : تقع في شرق الولاية
- الحجار
- سيدي عمار

الأمين العام للدائرة الحجار
يشغل حاليا السيد بلال زعبالة منصب أمين عام لدائرة الحجار منذ سنة 2018 إلى يومنا هذا،
مهندس دولة متخرج من جامعة باجي مختار عنابة ، شغل منصب رئيس مصلحة الشبكات المختلفة ببلدية الحجار لمدة ستة سنوات مما اتاح له الإطلاع على كيفية تسيير العديد من الملفات الإدارية المهمة، مما جعله يتولى منصب أمين عام لدائرة الحجار بجدارة خاصة و أنه من أبناء مدينة الحجار الغيورين.
بلال زعبالة من الإطارات التقنية البلدية الذين اثبتوا قدرات عالية في تسيير المجال الإداري بالتنسيق مع العديد من رؤساء الدوائر.